# Ludger Mintrop
Ludger Benedikt Mintrop (Warden an der Ruhr, 1880 – Essen, 1956) è stato un geofisico e sismologo tedesco.
Nel 1908 a Gottinga fece cadere un peso di quattro tonnellate da un'altezza di 14 metri, realizzando così la prima misurazione sismica artificiale.
Docente dal 1938 al 1945 all'università di Breslavia, aveva fondato nel 1921 la società sismologica Seismos GmbH.